# Festival du film britannique de Dinard 2016
Le Festival du film britannique de Dinard 2016, 27e édition du festival, s'est déroulé du 28 septembre 2016 au 2 octobre 2016.

## Déroulement et faits marquants
Le 17 juin 2016, l'équipe du festival annonce que Claude Lelouch succède à Jean Rochefort en tant que président du jury de la 27e édition du festival.
Le film Sing Street de John Carney rafle tous les prix (Hitchcock d'or, Prix du scénario, Prix du public et Prix Coup de cœur. Une mention spéciale est décernée à Away de David Blair.
Cette édition fait plus de 30 000 entrées, ce qui est le record de fréquentation du festival.

## Jury

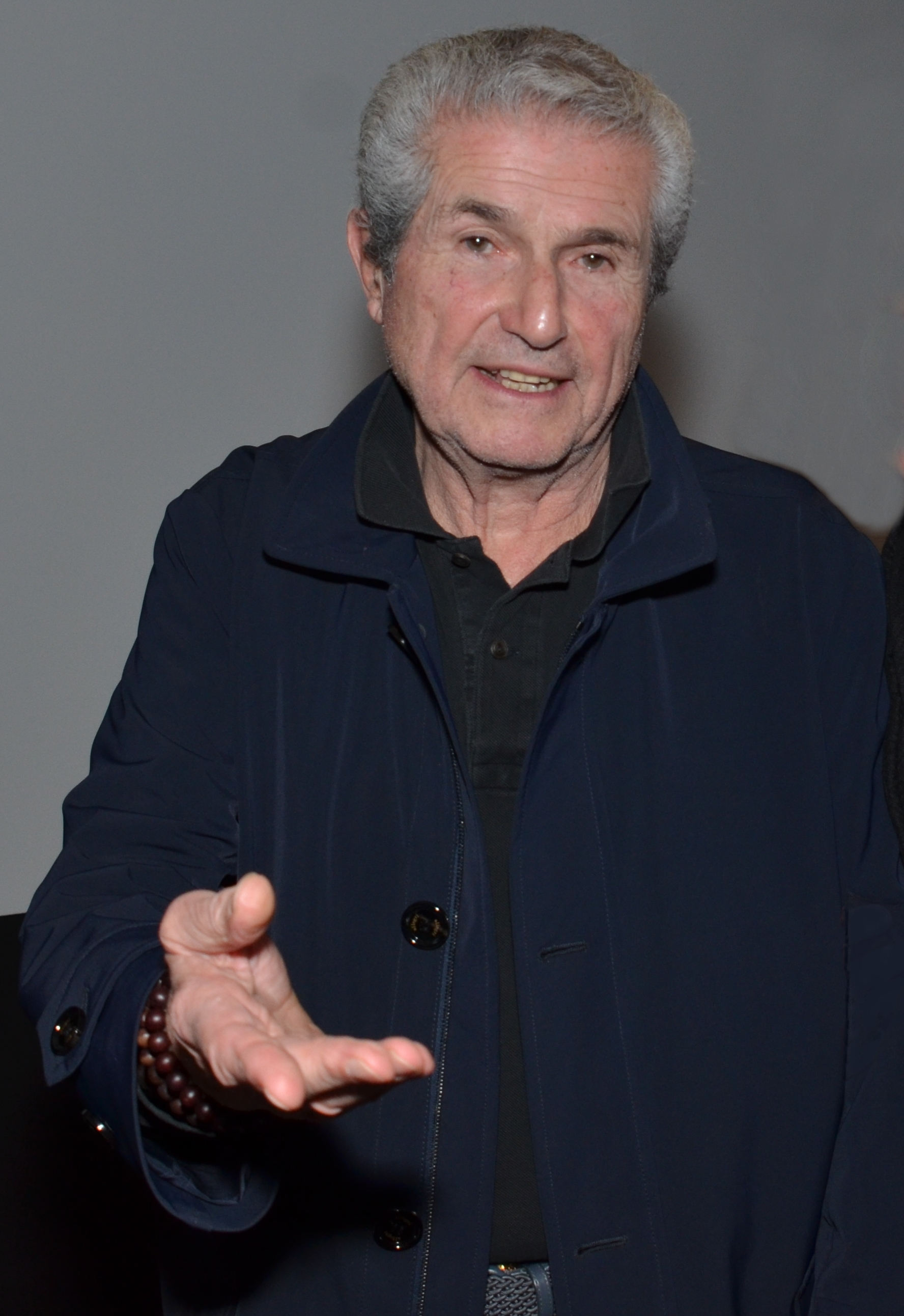
Claude Lelouch président du jury, au Festival du film britannique de Dinard 2016

- Claude Lelouch (président du jury), réalisateur et scénariste  France
- James d'Arcy, acteur  Royaume-Uni
- Victoria Bedos, actrice, scénariste et réalisatrice  France
- Julie Ferrier, actrice  France
- Eric Lagesse, distributeur et producteur  France
- Jalil Lespert, acteur et réalisateur  France
- Florence Thomassin, actrice  France
- Colin Vaines, producteur  Royaume-Uni
- Phil Davis, acteur  Royaume-Uni
- Anne Parillaud, actrice  France

## Sélection

### En compétition
- This Beautiful Fantastic de Simon Aboud et Christine Alderson
- Away de David Blair
- Chubby Funny de Harry Michell
- Sing Street de John Carney
- Moon Dogs de Philip John
- Prevenge de Alice Lowe

### Hors compétition

#### Ouverture
- Whisky Galore de Gillies MacKinnon

#### En avant-première
- The Young Lady (Lady Macbeth)  de William Oldroyd
- Moi, Daniel Blake (I, Daniel Blake) de Ken Loach
- Monsieur Bout-de-Bois de Jeroen Jaspaert et Daniel Snaddon
- The Hippopotamus de John Jencks
- Adult Life Skills de Rachel Tunnard
- Bridget Jones Baby (Bridget Jones's Baby) de Sharon Maguire
- Stratton de Simon West
- Love Is Thicker Than Water de Emily Harris et Ate de Jong
- Brakes de Mercedes Grower
- Tourner pour vivre de Philippe Azoulay
- Le Dîner des vampires (Eat Locals) de Jason Flemyng
- War on Everyone de John Michael McDonagh
- Detour de Christopher Smith
- You’re Ugly Too de Mark Noonan
- Ennemis jurés (Coriolanus) de Ralph Fiennes

#### Hommage
- Kate Dickie: actrice britannique
- Gary Lewis: acteur britannique

## Palmarès
- Hitchcock d'or : Sing Street de John Carney
- Prix du scénario : Sing Street de John Carney
- Mention spéciale du président Claude Lelouch : Away de David Blair
- Prix du public : Sing Street de John Carney
- Prix Coup de cœur : Sing Street de John Carney